# Reformhaus

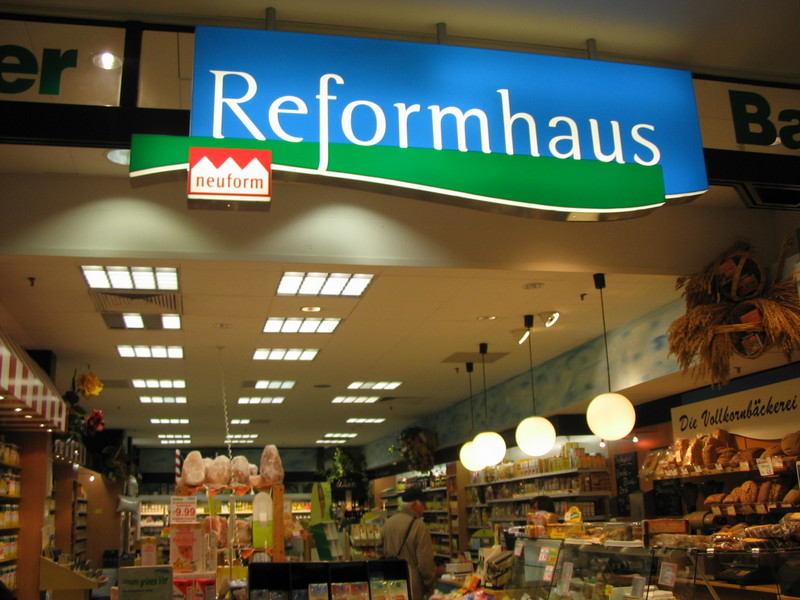
Eingang eines Reformhauses mit dem Logo neuform

Ein Reformhaus ist ein Unternehmen des Einzelhandels, das in Handelspraktiken und Sortiment auf den Ideen der von der Lebensreform geprägten Reformhausbewegung basiert. Die Reformhäuser in Deutschland sind im Handelsverbund Reformhaus e. G., ehemals neuform, zusammengeschlossen.
Das Angebot dieser Fachgeschäfte umfasst unter anderem Lebensmittel, pflanzliche Nahrungsergänzungsmittel, rezeptfreie Naturarzneimittel sowie Artikel für Körperpflege und Naturkosmetik. Die angebotenen Produkte sollen die Kriterien einer umweltschonenden und natürlichen Herstellung erfüllen, sie sollen beispielsweise keine synthetischen Konservierungsstoffe enthalten und dürfen nicht gentechnisch verändert worden sein.

## Geschichte

### Entstehung

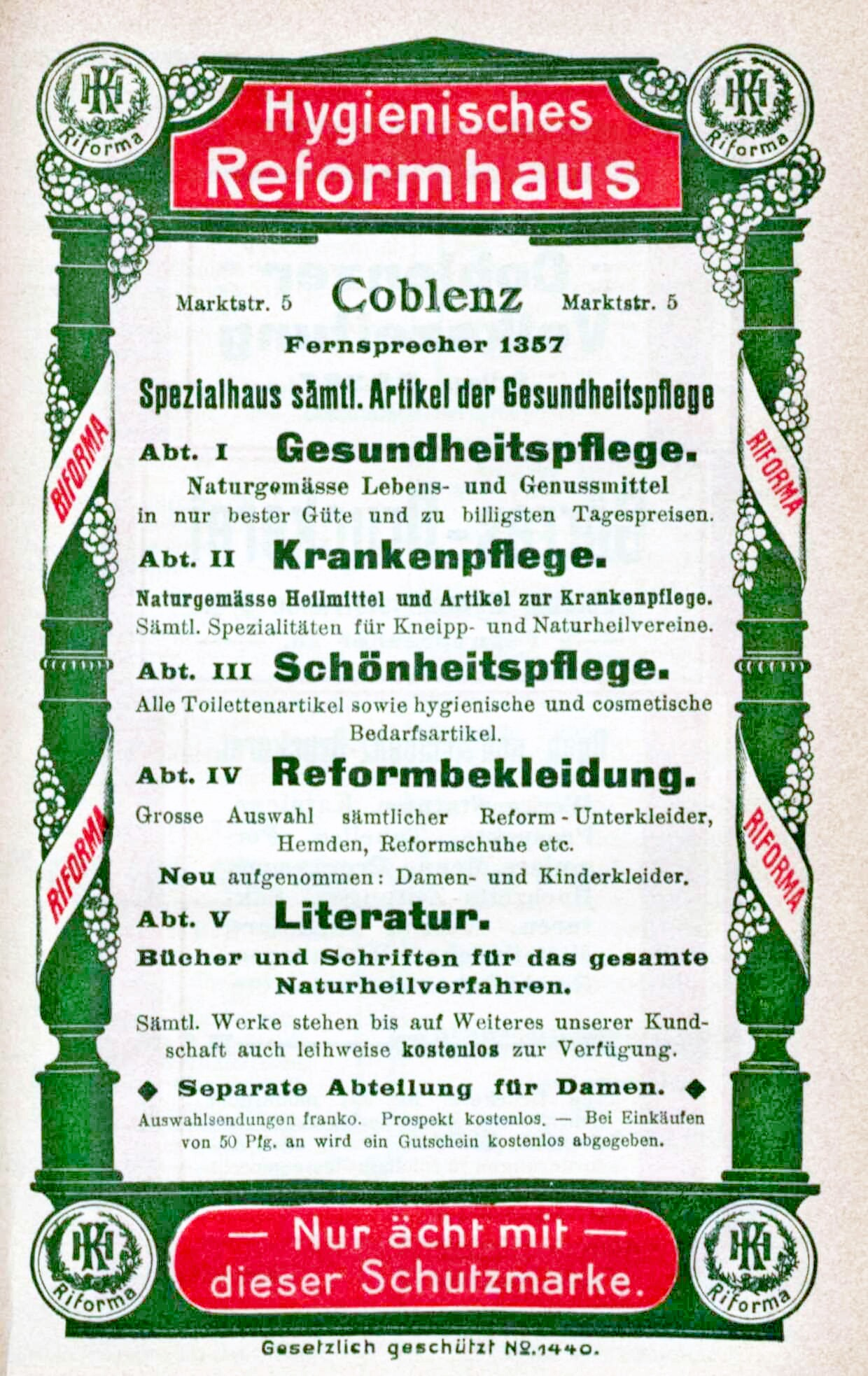
Werbeanzeige Hygienisches Reformhaus, Koblenz, 1907

Die Entstehung der Reformhäuser geht aus der so genannten Lebensreform Mitte des 19. Jahrhunderts hervor, insbesondere aus dem Streben nach einer naturnahen Lebensweise, ökologischer Landwirtschaft, Vegetarismus, Reformkleidung, Naturheilverfahren usw. Die Lebensreformer suchten unter anderem nach Alternativen zu allgemeinen konventionellen Produkten, daher umfasst der Warenkatalog der Reformhäuser Waren wie Heilkräuter, Lebensmittel auf Pflanzenbasis, Fleischersatz, Getränke ohne Alkohol und natürliche Kleidung. So entstand ein alternatives Produktangebot, welches in den Reformhäusern erhältlich war. Dieses ist inzwischen weit verbreitet und ein normaler Bestandteil des täglichen Konsums, zum Beispiel Vollkornbrot, Pflanzenmargarine, alkoholfreie Fruchtsäfte, Stärkungsmittel, Öle für die Körperpflege, Naturheilmittel oder Naturkosmetik.

### Entwicklung

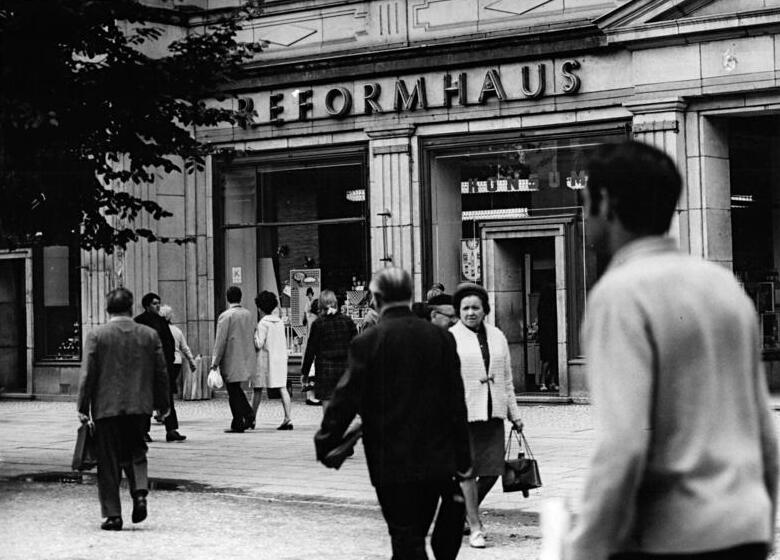
Reformhaus in der Karl-Marx-Allee, Berlin, 1969

Vorbild für die Reformhäuser war die 1887 eröffnete Gesundheitszentrale des Kaufmanns Carl Braun in Berlin. Im Zusammenhang mit der Reformhausbewegung entstanden – vor allem in Großstädten – auch vegetarische Restaurants. Das erste Geschäft mit der Bezeichnung "Reformhaus" wurde 1900 von Karl August Heynen in Wuppertal-Barmen eröffnet. Sein Einzelhandelsgeschäft hatte den Namen "Reformhaus Jungbrunnen" und wurde zum Leitbild nachfolgender Gründungen. Im Jahre 1909 gründeten 18 Unternehmer die „Vereinigung Deutscher Reformhausbesitzer“. Der Name Reformhaus setzte sich durch, und 1925 schlossen sich die bestehenden Reformhäuser zur Vereinigung deutscher Reformhäuser zusammen, die reformerische Individualität blieb jedoch bestehen. 1927 gründeten die Reformhaus-Inhaber in Berlin eine Genossenschaft, die seit 1930 als neuform Vereinigung Deutscher Reformhäuser e.G. firmiert. Die Mitgliedschaft ist für jeden Reformhaus-Inhaber zwingend, er bleibt aber ein selbständiger Unternehmer. Die Wortmarke Reformhaus ist eine eingetragene Marke der Genossenschaft und darf auch nur von den eingetragenen Mitgliedern verwendet werden.
Das Produktangebot wurde im Laufe der Jahre an die ökologischen und wirtschaftlichen Erfordernisse des Marktes angepasst. So wurden ab den 1990er Jahren Schuhe oder Kleidung aus dem Sortiment genommen; Kräuter und Tees sind nur noch fertig verpackt erhältlich und es wird nur noch selten Mohn oder Getreide gemahlen. Einige Reformhäusern bieten seit den 2000er Jahren auch mehr regionale Lebensmittel an und arbeiten mehr mit Vollwert-Bäckereien zusammen. Dadurch sind die Unterschiede zum Bio- oder Naturkostladen geringer geworden. Kennzeichnend ist nach wie vor das einheitliche Leitbild mit dem Schwerpunkt auf vegetarischer Ernährung.
Reformhäuser in dieser Geschäftsform gibt es nur in Deutschland und Österreich. In den Niederlanden gibt es ebenfalls Reformhäuser (Reformhuis), die nach denselben Prinzipien handeln und auch ein ähnliches Angebot haben; sie müssen jedoch nicht einer Genossenschaft angehören, um diesen Namen zu benutzen oder bestimmte Produkte verkaufen zu können.

### Reformhaus der Zukunft

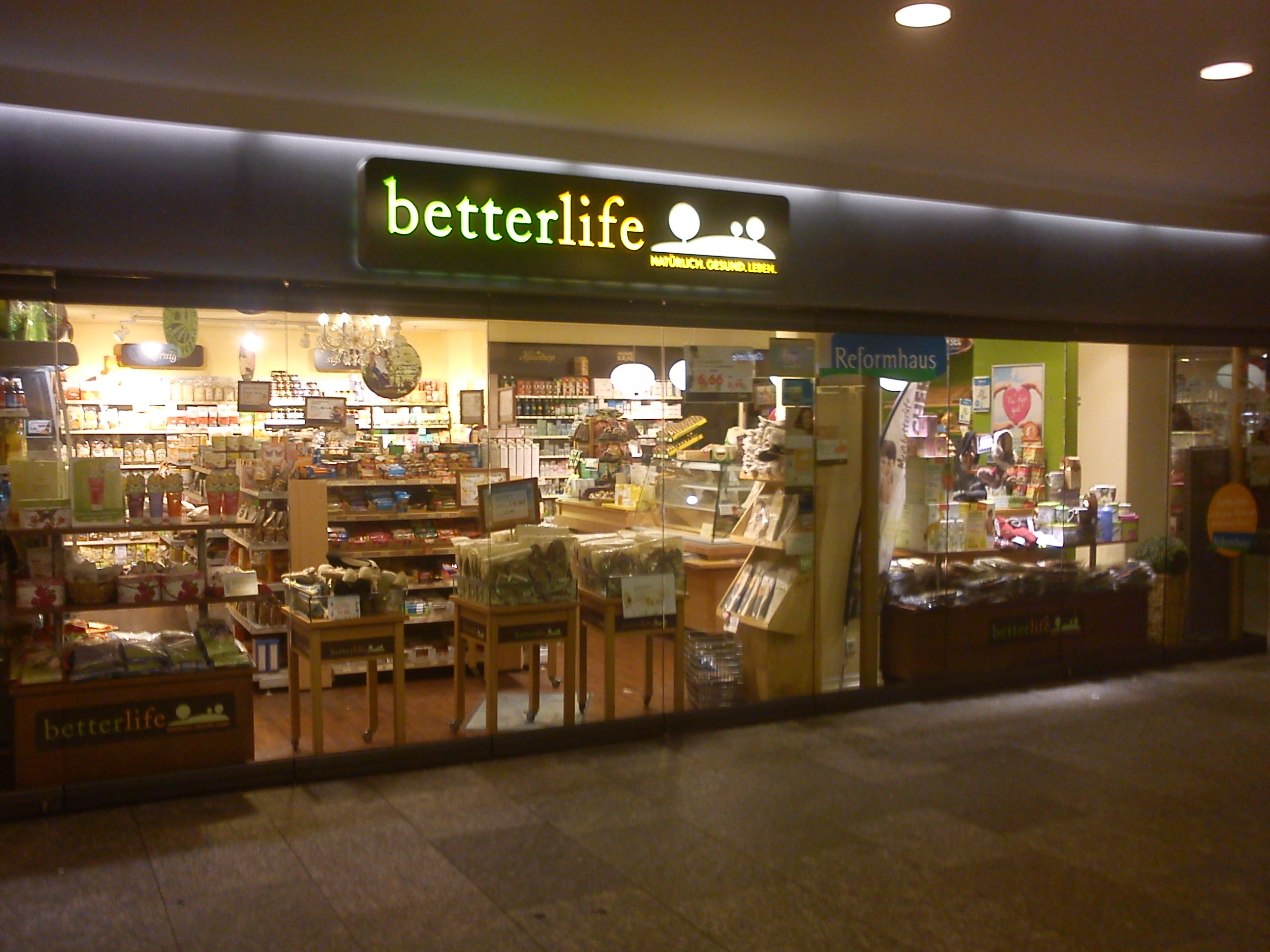
Heutige Mischform eines Bioladens mit Kennzeichnung als Reformhaus

Die Anzahl der Reformhäuser in Deutschland hat sich zwischen 1999 und 2019 von 2.800 auf 1.200 Geschäfte verringert, wobei von den verbliebenen 1.200 Reformhäusern nur 900 reine Reformhäuser sind, während es sich bei 300 Geschäften um andere Formen von Verkaufseinrichtungen handelt, z. B. um Apotheken mit Sortimentserweiterung um Reformhausprodukte.
Thorsten Winter von der FAZ konstatierte 2009, der Bio-Boom sei an den Reformhäusern vorbei gegangen. Während die Bioläden und Biosupermarktketten prosperierten, schrumpften von 2002 bis 2008 die Erlöse der Reformhausgenossenschaft von 671 Millionen Euro auf 587 Millionen Euro. Die Zahl der Filialen verringerte sich. Neuform reagierte mit einem neuen Laden-Konzept und ließ durch die Unternehmensberatung Wieselhuber & Partner Leitlinien für das Reformhaus der Zukunft erarbeiten. Die Ladengeschäfte sollten moderner, heller und geräumiger werden. Die Agentur sah 2009 ein Zukunftsmarktpotential von rund einer Milliarde Euro, was zum Stand 2008 ein Plus von rund 70 Prozent bedeutet hätte.

### Schweiz
Die Egli-Reformhäuser wurden 1899 mit der Eröffnung des ersten Reformhauses der Schweiz in Zürich durch Amalia Egli gegründet und hatten ihren Ursprung in der Lebensreformbewegung. 1929 hat Rudolf Müller in Zürich ein Reformhaus übernommen und damit den Grundstein für die Müller-Reformhaus-Kette gelegt. 1991 wurde die Egli AG (spätere Egli Reform AG) von den Genossenschaftsapotheken Zürich übernommen. Es existierten in der ganzen Deutschschweiz sieben Egli-Reformhäuser, die sich inzwischen zu Biofachgeschäften gewandelt hatten. Unterdessen wurde Egli an die Müller Reformhaus Vital Shop AG, welche zu 40 % der Migros gehört, verkauft und im Januar 2023 wegen Insolvenz geschlossen.

## Sortiment

Symbol auf glutenfreien Nahrungsmitteln

Reformhäuser sind Fachgeschäfte für Lebensmittel, Nahrungsergänzungsmittel, diätetische Lebensmittel, Körperpflege, Naturkosmetika sowie Naturarzneimittel. Der Schwerpunkt des Angebots liegt bei den Lebensmitteln auf der Vollwerternährung. Es werden auch Bücher, Trinkwassersprudler, Wasserfilter, Getreidemühlen und Salzlampen angeboten. Je nach Größe des Ladenlokals umfasst das Angebot zwischen 2000 und 9000 Produkte. Einige Reformhäuser führen auch Fleischprodukte aus ökologischer Landwirtschaft, bevorzugt aus der Region.
Zudem finden sich in Reformhäusern Nahrungsergänzungsmittel, die in Bioläden nicht oder nur in geringer Auswahl verkauft werden. Ferner werden auch frei verkäufliche Naturarzneimittel angeboten. Ein weiterer Schwerpunkt des Angebotes sind spezielle Produkte für Menschen mit verschiedensten Lebensmittel-Unverträglichkeiten, Allergien oder Gluten-Unverträglichkeit.
Die erste rein pflanzliche Margarine, die nach einem neuartigen Emulsionsverfahren ohne chemische Zusätze und Hilfsmittel hergestellt ist, wurde 1952 von der Firma Vitaquell in Eidelstedt produziert und nur im Reformhaus verkauft. Zur Produktpalette gehören insbesondere Marken mit anthroposophischem Hintergrund wie Weleda, Wala und Demeter.
Seit August 2018 werden vermehrt Produkte unter der Eigenmarke Reformhaus lanciert.

## Abgrenzung zum biologischen Handel
Im Gegensatz zu Reformhaus sind Bezeichnungen wie Bio- oder Naturkostladen nicht gesetzlich geschützt. Aufgrund der Richtlinien der Vereinigung Deutscher Reformhäuser e.G. soll das Angebot Artikel der gesunden und ernährungsphysiologisch wertvollen Ernährung und Körperpflege umfassen, deren Wirkstoffe aus natürlichen Quellen stammen. Hierfür wurde das neuform-Qualitätssiegel entwickelt. Die Produkte im Reformhaus stammen traditionell aus der biologisch-dynamischen Landwirtschaft. Zudem finden sich in Reformhäusern sogenannte Nahrungsergänzungsmittel (Vitamintabletten, Omega3-Fettsäure-Kapseln etc.), die in Bioläden normalerweise nicht verkauft werden oder zumindest nur in geringer Auswahl vorhanden sind, sowie zahlreiche Produkte, die nicht den Grundsätzen der Vollwerternährung entsprechen. Da viele aus der Lebensreformbewegung auch den Genuss von Alkohol ablehnen, sind entsprechende Produkte in Reformhäusern gewöhnlich nicht zu finden. In Bioläden dagegen werden meistens auch alkoholische Getränke wie Bier und Wein angeboten.

## Reformhaus e. G.

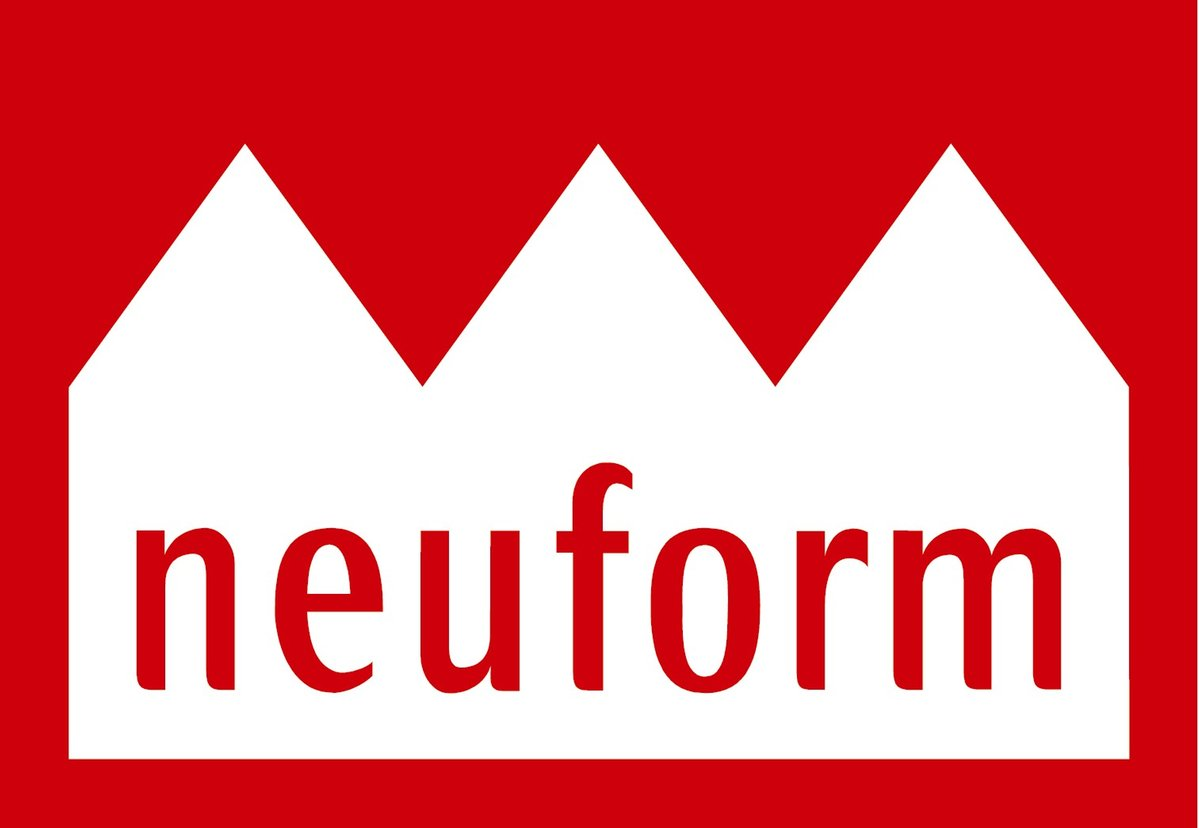
Altes Logo der neuform e.G.

Die Reformhäuser sind seit 1930 in einer Genossenschaft der Reformhaus-Inhaber organisiert. Zunächst als neuform Vereinigung Deutscher Reformhäuser e. G. firmiert der Händlerzusammenschluss heute einfach Reformhaus e. G. Heute bietet der Zusammenschluss auch Dienstleistungen wie Marketing und Fortbildungen an. Der Schwerpunkt des Angebots liegt aber auf dem sogenannten neuform-Vertragswarensortiment; das Sortiment umfasst Lebensmittel, Naturarzneimittel, Körperpflegeartikel und Kosmetik. Diese von Vertragspartnern gelieferten Produkte müssen die Qualitätskriterien der neuform erfüllen. Produkte mit dem neuform-Warenzeichen sind nur in Reformhäusern, Reformwaren-Depots oder Partner-Reformhäusern erhältlich. Ein Reformwaren-Depot ist die Kombination aus einer Apotheke mit einem Reformhaus. Partner-Reformhäuser sind Geschäfte, die in Kombination z. B. mit Parfümerien und Drogerien geführt werden können.
Bei der Qualitätskontrolle aller Vertragswaren wird geprüft, ob die verwendeten Rohmaterialien hochwertig, natürlich und rückstandsarm sind. Sie sollten vorrangig aus ökologischem Anbau stammen. Die weitere Verarbeitung soll schonend und weitgehend werterhaltend sein. Tierische Produkte müssen aus artgerechter Tierhaltung stammen. Substanzen von toten Tieren sind verboten. Körper- und Schönheitspflegemittel dürfen nicht im Tierversuch getestet worden sein. Bei der Verpackung gilt, so wenig wie möglich, so viel wie nötig. Chemisch-synthetische Zusatzstoffe sowie gehärtete Fette in Lebensmitteln, Substanzen und Rohstoffe aus genmanipulierten Pflanzen und Tieren sowie radioaktiv bestrahlte Lebensmittel werden strikt abgelehnt.
Produkte, die neuform zertifiziert sind, werden vor der Markteinführung risikoorientiert auf Schadstoffe überprüft. Dies bedeutet, dass je nach Zusammensetzung der Produkte Tests auf Verunreinigungen durch Pestizide, Schwermetalle, Schimmelpilzgifte usw. zu erbringen sind. Das neuform Qualitätsinstitut überprüft stichprobenartig außerdem, ob die angemeldete Produktqualität langfristig eingehalten wird.

## Aus- und Weiterbildung
Fachverkäufer/in – Reform- und Diätwaren ist ein Lehrberuf aus dem Feld der Fachverkäufer. Aufgrund des Warenangebotes sind für die Reformhausfachverkäufer detaillierte Produkt- und physiologische Kenntnisse nötig. Diese Kenntnisse sind auch für eine Kundenberatung von Bedeutung. Die Grundlagen werden in der Berufsausbildung und in Schulungen der Reformhaus-Fachakademie in Oberursel vermittelt. Eine beispielhafte tarifliche Bruttogrundvergütung für Fachverkäufer/in – Reform- und Diätwaren bewegt sich zwischen ca. 2.300 und 2.700 € im Monat (in Bayern). Die Reformhaus-Fachakademie bietet verschiedene Weiterbildungsmöglichkeiten an, die auch von anderen Berufsgruppen genutzt werden können. Für die Berechtigung zum Verkauf von frei verkäuflichen Arzneimitteln muss ein Kurs mit Abschluss vor der Industrie- und Handelskammer, der Sachkundenachweis, abgelegt werden.